# Volo Inex-Adria Aviopromet 1308
Il volo Inex-Adria Aviopromet 1308 era un volo passeggeri charter internazionale da Lubiana, Slovenia, in Jugoslavia, ad Ajaccio, Corsica, in Francia. Il 1º dicembre 1981, un McDonnell Douglas MD-81 operante su tale rotta precipitò sul Monte San Pietro, in Corsica, mentre era in avvicinamento all'aeroporto di Ajaccio Napoleone Bonaparte. Tutti i 180 a bordo dell'aereo persero la vita nello schianto.
L'incidente è il peggior disastro aereo di un McDonnell Douglas MD-80.

## L'aereo
Il velivolo coinvolto era un McDonnell Douglas MD-81, marche YU-ANA, numero di serie 48047, numero di linea 998. Volò per la prima volta nel 1981 e venne consegnato nell'agosto dello stesso anno a Inex-Adria Aviopromet. Era spinto da 2 motori turboventola Pratt & Whitney JT8D-217. Al momento dell'incidente, l'aereo aveva solo sei mesi e aveva accumulato 683 ore di volo.

## L'equipaggio
Il comandante era il 55enne Ivan Kunovic. Ricevette la licenza di volo il 16 aprile 1968 presso l'accademia jugoslava dell'Aeronautica militare di Zara ed era qualificato per pilotare F-84, T-33 e F-86. Kunovic venne assunto da Inex-Adria nel 1970 e divenne primo ufficiale su DC-9 lo stesso anno. Divenne poi comandante di DC-9 (serie 32 e 50) il 4 aprile 1972 e poi comandante di MD-80 il 13 agosto 1981, dopo aver trascorso 3 mesi in corsi di perfezionamento negli Stati Uniti. Al momento del disastro, Kunovic aveva accumulato un totale di 12 123 ore di volo, delle quali 5 675 su DC-9 e 188 su MD-81.
Il copilota era il 40enne M. Franc Terglav. Lavorò inizialmente per la compagnia slovena Gorenje e venne poi assunto da Inex-Adria per pilotare DC-9 (serie 32 e 50). Il 21 giugno 1981 divenne primo ufficiale su MD-81 e ricevette la licenza di pilota commerciale l'11 novembre 1981. Terglav aveva un totale di 4 213 ore di volo, di cui 746 su DC-9 (che furono accumulate durante 529 voli) e 288 su MD-81.

## L'incidente
Il 22 ottobre 1981, Inex-Adria inviò una richiesta di autorizzazione per un volo charter, che ricevette il numero JP-1308, da Lubiana ad Ajaccio e ritorno, il 1º dicembre dello stesso anno. Il volo era stato noleggiato dall'agenzia di viaggi slovena Kompas, con sede a Lubiana. Le condizioni stabilivano che il volo 1308 sarebbe stato operato con un Douglas DC-9 con una capienza compresa tra 115 e 135 persone. Il permesso fu rilasciato dalla direzione generale dell'aviazione civile il 16 novembre. Tuttavia, la compagnia aerea decise di non utilizzare il DC-9 ma un McDonnell Douglas MD-81, in quanto più nuovo e più grande. Inizialmente l'aereo avrebbe dovuto trasportare 130 passeggeri, tuttavia a bordo c'erano altre 43 persone che erano impiegati di Inex-Adria, turisti di Kompas e/o loro famiglie, per un totale di 173 passeggeri. Dato che l'equipaggio era composto da sette membri, a bordo c'erano un totale di 180 persone.
Il volo 1308 decollò dall'aeroporto di Lubiana-Brnik e, alle 08:08, si trovava nello spazio aereo italiano. Il controllore di Padova contattò un collega di Ajaccio richiedendo il bollettino meteorologico attuale. Un vento moderato da sud-ovest (240°) soffiava all'aeroporto in quel momento, con una velocità di 10 nodi (19 km/h), e il cielo era coperto da nuvole separate. Quando l'equipaggio ricevette le informazioni, decise di atterrare sulla pista 03; il comandante riferì che se il vento fosse aumentato, avrebbero atteso per aspettare un miglioramento delle condizioni. Alle 08:28, l'aereo entrò nella zona del centro di controllo di Roma e il controllore autorizzò una discesa al livello di volo 270 (27 000 piedi (8 200 m)), a cui l'equipaggio non rispose.
Alle 08:31, il controllore autorizzò nuovamente il volo 1308 a scendere a FL 270; questa volta l'equipaggio rispose e riferì che stavano lasciando FL 330 e che stavano iniziando a scendere. Il controllore informò che sarebbero stati autorizzati a scendere a FL 190 (19 000 piedi (5 800 m)) dopo aver superato l'Elba. Il registratore vocale della cabina di pilotaggio (CVR) registrò un suono simile all'attivazione dell'avviso "allacciare la cintura di sicurezza", e il comandante incaricò il primo ufficiale Terglav di calcolare i parametri di atterraggio. Un assistente di volo entrò nella cabina di pilotaggio e chiese di ridurre la temperatura in cabina, cosa che fece il primo ufficiale. Alle 08:33, sopra Bastia, il controllore autorizzò il volo 1308 a scendere al livello 190. Dopo aver ricontrollato i calcoli, il comandante e il copilota determinarono le velocità di avvicinamento come 221, 170, 148 e 124 nodi (409, 315, 274 e 230 km/h). Ad un certo punto, il primo ufficiale lasciò che il suo giovane figlio entrasse nella cabina di pilotaggio, che chiese quando l'aereo sarebbe sceso.
Alle 08:35, l'equipaggio entrò nello spazio di controllo del traffico aereo di Marsiglia e stabilì un contatto radio alle 08:35:50, segnalando il passaggio del livello di volo 210 e scendendo verso il 190 in direzione di Ajaccio. Chiese poi l'autorizzazione per un'ulteriore discesa. In risposta, il controllore ordinò loro di mantenere il livello di volo 190 fino a Bastia e di utilizzare il codice "squawk" 5200, poiché la rotta diretta per Ajaccio passava leggermente attraverso uno spazio aereo chiuso e questa manovra lo avrebbe aggirato. Alle 08:40:35, l'equipaggio riferì di stare mantenendo i 19 000 piedi (5 800 m) a 50 miglia da Ajaccio e di nuovo chiese il permesso di scendere, a cui il controllore rispose autorizzando una discesa verso gli 11 000 piedi (3 400 m). Dando il permesso di scendere, il controllore usò una terminologia non standard, "autorizzo 110", di cui in seguito l'equipaggio discusse in cabina. I piloti effettuarono un briefing sulla procedura di avvicinamento per il sentiero di discesa verso la pista 03. In questi momenti, durante la preparazione, il bambino intervenne due volte, dicendo di aver visto di una montagna simile al Servin; secondo le indagini, si trattava del Monte Chinto.
Concentrandosi sul livello dell'aeroporto, che è di 52 piedi (16 m), l'equipaggio impostò l'altezza di decisione a 643 piedi (196 m). Alle 08:43:57, il comandante riferì di aver raggiunto il livello di volo 110 a una distanza di 28 miglia e di essere agganciati sul VOR di Ajaccio. Inoltre, alle 08:47:10, contattò il controllore di avvicinamento di Ajaccio, che riferì che il volo 1308 sarebbe atterrato sulla pista 21, li incaricò di mantenere gli 11 000 piedi (3 400 m) e gli trasmise il bollettino meteorologico: pressione atmosferica 1009, pressione all'aeroporto 1008, vento 280° a 20 nodi (37 km/h). Quando alle 08:49:31 il comandante Kunovic riferì di trovarsi sopra il VOR ad un'altitudine di 11 000 piedi (3 400 m), fu incaricato di cambiare rotta verso una prua di 247°, e alle 08:49:52, di scendere a 3 300 piedi (1 000 m), sebbene a causa di interferenze l'equipaggio sentì 3 000 piedi (910 m). A causa del fatto che in quel momento non c'erano radar all'aeroporto, il controllore determinava la posizione dell'aeromobile solo in base ai rapporti dei piloti. Alle 08:50:05, l'equipaggio riferì dell'inizio della discesa. A quel punto, la velocità fu ridotta da 285 a 224 nodi, l'aereo iniziò a scendere con una velocità verticale di 2 200 piedi (670 m) al minuto e la velocità aumentò di nuovo a 256 nodi (474 km/h). Alle 08:52:15, l'equipaggio riferì di aver passato i 6 000 piedi (1 800 m) e chiese che venisse acceso il radiofaro; questa fu l'ultima trasmissione del volo. Alle 08:53:08, il controllore ordinò all'equipaggio di correggere la rotta, ma non ricevette risposta. Alle 08:53:21, un fischio di quattro secondi suonò nella sala di controllo. L'equipaggio non rispose.
A partire dalle 08:52:43, i registratori di volo registrarono l'aereo volare sopra le vette delle montagne che erano alte 1 000 piedi (300 m) e 2 500 piedi (760 m) e, dalle 08:52:26, apparvero delle turbolenze che continuarono ad aumentare. Inoltre, alle 08:53:08, il Ground Proximity Warning System dell'MD-80 emise diversi allarmi, a cui l'equipaggio non reagì per circa dieci secondi. Tre secondi prima dell'impatto, l'equipaggio aumentò la potenza dei motori e tentò di salire, ma non fu in grado di allontanarsi dal terreno. L'ala sinistra si scontrò contro la cima del Monte San Pietro e si spezzò. L'aereo entrò in una picchiata incontrollata e si schiantò dall'altra parte della montagna otto secondi dopo, provocando la morte di tutti i 180 a bordo. Il disastro avvenne alle 08:53 ora locale (07:53 UTC).
Alle 09:00, sette minuti dopo aver perso i contatti con il volo 1308, iniziarono le ricerche. Il controllore credeva erroneamente che il volo 1308 si fosse schiantato in mare. Alla fine, alle 12:40, venne trovato un frammento di ala sulla cima del Monte San Pietro, a 15 chilometri dalla costa. Il giorno successivo, i soccorritori raggiunsero il luogo dell'incidente, solo per scoprire che non c'erano sopravvissuti.

## Le indagini
La successiva indagine sul disastro rivelò che il controllore credeva erroneamente che il volo 1308 si trovasse fuori dal circuito di attesa, ritenendo che fosse sopra il mare, mentre in realtà si trovava a 15 chilometri nell'entroterra, sul terreno montuoso della Corsica. L'equipaggio, apparentemente sorpreso dall'istruzione di scendere, ripeté più volte che erano ancora nel circuito di attesa. I piloti non avevano familiarità con l'aeroporto e le sue vicinanze, poiché si trattava del primo volo di Inex-Adria Aviopromet in Corsica. L'inchiesta stabilì che il linguaggio impreciso utilizzato dall'equipaggio dell'MD-81 e dal controllore del traffico aereo ebbe un ruolo significativo nell'incidente. Nonostante ciò, il controllore del traffico aereo di Ajaccio venne prosciolto da tutte le accuse.
Al momento dell'incidente, l'aeroporto di Ajaccio non disponeva di un sistema radar. In seguito, l'equipaggiamento venne aggiornato e il percorso di avvicinamento modificato.

## Le operazioni di pulizia del 2008
Alcuni detriti e corpi umani vennero rimossi dal luogo dell'incidente dopo l'incidente del 1981. Nel 2007, POP TV (una stazione televisiva in Slovenia) pubblicò un rapporto sul disastro. Visitarono il luogo dell'incidente in Corsica e trovarono molte parti dell'aereo ancora sparse sul Monte San Pietro, in zone scoscese e inaccessibili. Successivamente, il governo sloveno, Adria Airways e Kompas (l'agenzia di viaggi slovena che organizzò il viaggio nel 1981) organizzarono e finanziarono un'operazione di bonifica dell'area. Una squadra slovena di circa 60 soldati, soccorritori, membri del servizio di protezione civile e di soccorso, personale medico e altri volontari rimossero circa 27 tonnellate di detriti nel maggio 2008. Questi includevano un motore e grandi parti delle ali. Alcune erano così grandi che dovettero essere tagliate a macchina prima del trasporto dalla montagna con un elicottero. Furono trovati anche diversi resti umani, che vennero inviati per ulteriori test di identificazione o correttamente smaltiti. Una targa commemorativa fu installata nel luogo dell'impatto iniziale dell'ala.